# Селевк (сын Эвмела)
Селевк (др.-греч. Σέλευκος) — возможно, сын боспорского царя Евмела.
О Селевке известно из обнаруженного в 1953 году на территории Анапы на двух обломках мраморной плиты проксенического декрета. А. И. Болтунова, издавшая эту надпись, посчитала, что по наибольшей вероятности речь в данном случае идёт о сыне боспорского правителя Спартока I. С этим согласились В. Д. Блаватский, И. Б. Брашинский. Ю. Г. Виноградов, отнеся дату создания источника к началу III века до н. э., предположил, что этот Селевк был сыном Евмела и осуществлял в Горгиппии представительские функции от имени правящего царя. Аналогичного взгляда придерживается А. М. Новичихин. По мнению С. Ю. Сапрыкина, Селевк, очевидно, был старшим сыном и прямым наследником власти Евмела, а также его соправителем в Синдике. А. А. Завойкин отметил, что Селевк — это не династическое имя, а, возможно, родовое, поэтому он был рождён до воцарения отца, и Диодору Сицилийскому не был известен. При этом Селевк осуществлял при своем малолетнем брате Спартоке III, считавшемся официальным главой государства, роль регента. Однако исследователь допускает вероятность того, что речь в декрете идёт об одном и том же лице: Селевк после восшествия на престол принял тронное имя Спарток.